# Chrysoperla mexicana
Chrysoperla mexicana is een insect uit de familie van de gaasvliegen (Chrysopidae), die tot de orde netvleugeligen (Neuroptera) behoort. 
Chrysoperla mexicana is voor het eerst wetenschappelijk beschreven door Brooks in 1994.